# Efecte Callendar

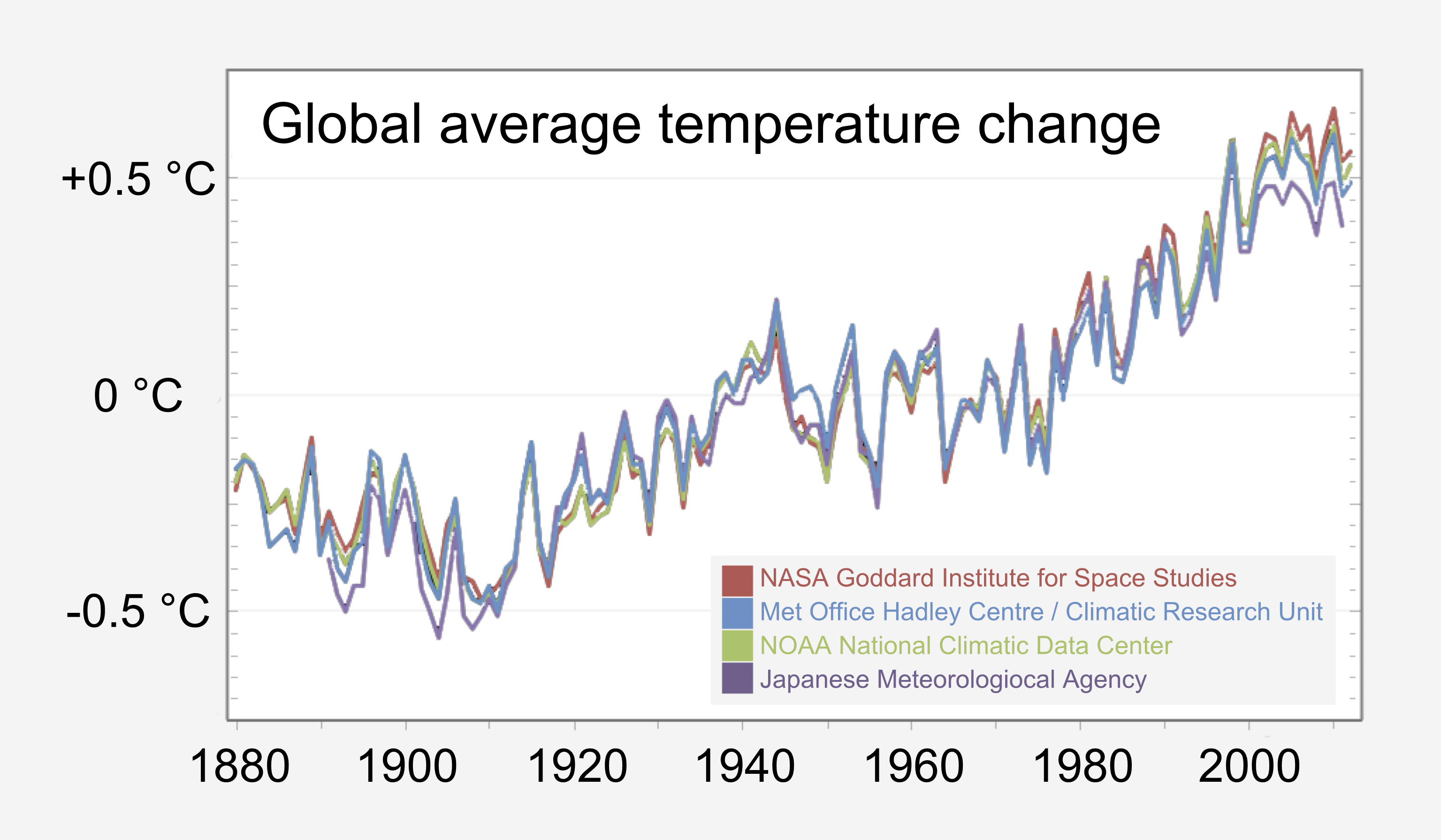
Gràfica del consens en la predicció de l'escalfament de la Terra.

L'efecte Callendar és l'augment antropogènic (a causa de l'acció de l'ésser humà) de la temperatura del planeta Terra o, més exactament, la variació d'un microclima (especialment d'una zona urbana o industrial) causada per l'increment de la quantitat de diòxid de carboni (CO₂) que hom aboca a l'atmosfera. Aquest augment d'emissions de CO₂ és produït principalment pels processos industrials de combustió i va començar a rebre importància a partir de la revolució industrial. És a dir, que es tracta d'un efecte de la contaminació atmosfèrica que consisteix en el fet que, com que hi ha massa diòxid de carboni (CO₂) a l'atmosfera, hi ha un excés d'aquest, que reté més del compte la radiació solar i escalfa una zona local més del que ho estaria en condicions normals, en una atmosfera neta. L'efecte Callendar pren el nom de Guy Stewart Callendar, fill d'Hugo Callendar, el qual n'avançà la idea el 1938.
L'efecte Callendar descriu l'augment de CO₂ a l'atmosfera i l'efecte hivernacle explica com aquest CO₂ provoca un augment de la temperatura de l'aire.